# Woodbury Glacier
Woodbury Glacier är en glaciär i Antarktis. Den ligger i Västantarktis. Argentina, Chile och Storbritannien gör anspråk på området. Woodbury Glacier ligger 926 meter över havet.
Terrängen runt Woodbury Glacier är bergig söderut, men norrut är den kuperad. Havet är nära Woodbury Glacier norrut. Trakten är obefolkad. Det finns inga samhällen i närheten. 